# 영덕야성초등학교
영덕야성초등학교는 대한민국 경상북도 영덕군에 있는 공립 초등학교이다.

## 학교 연혁
- 1911년 4월 1일 영덕공립보통학교 개교(사립 영신학교 흡수)
- 1938년 4월 1일 영진공립심상소학교로 개칭
- 1941년 4월 1일 영진공립국민학교로 개칭
- 1946년 9월 16일 영덕국민학교로 개칭
- 1962년 5월 8일 야성국민학교 개교로 학구 변경
- 1973년 3월 1일 최대 학생수 1,634명 (31학급)
- 1994년 4월 1일 화천분교장 통합
- 1995년 3월 1일 옥산국민학교 통폐합
- 1996년 3월 1일 영덕초등학교로 개칭
- 1999년 3월 1일 매정분교장 본교 편입
- 1999년 9월 1일 달산초등학교 통합
- 1999년 9월 1일 창포분교장 본교 편입
- 2012년 3월 1일 영덕야성초등학교로 개칭(영덕, 야성초등학교 통합)
- 2014년 9월 1일 영덕야성초등학교 개축교로 이전
- 2015년 3월 1일 창포분교장 통합
- 2016년 3월 1일 매정분교장 통합
- 2017년 2월 10일 제105회 졸업식(졸업생 88명) 총 졸업생 16,396명
- 2017년 3월 1일 본교 25학급 편성
- 2017년 6월 8일 제26대 김해숙 교장 부임
- 2018년 2월 7일 제106회 졸업식(졸업생 89명) 총 졸업생 16,485명
- 2018년 3월 1일 본교 25학급 편성

## 참고 자료
- 영덕야성초등학교 - 한국교육학술정보원 학교알리미